# 269548 Fratyu
269548 Fratyu este o planetă minoră (asteroid), cu un diametru de 2,242 km, din centura de asteroizi. A fost descoperită pe 16 noiembrie 2009 la  de  și a fost numită după Fratyu Popov⁠(d). 
Obiectul prezintă o orbită caracterizată de o semiaxă mare de 2,5366746513465 UAi, o excentricitate de 0,21647305111065, o înclinație de 4,9307745112711 ° în raport cu ecliptica.